# Ectropis anisodroma
Ectropis anisodroma là một loài bướm đêm trong họ Geometridae.